# Matzlsberg
Matzlsberg ist ein Gemeindeteil des Marktes Breitenbrunn im Landkreis Neumarkt in der Oberpfalz. Er besteht aus fünf Anwesen. Bis zur Gebietsreform am 1. Januar 1978 gehörte er zur Gemeinde Kemnathen.
Die Einöde liegt etwa 2,5 km nordöstlich von Breitenbrunn und ist über einen Abzweig von der Staatsstraße 2234 aus zu erreichen.

## Milchviehbetrieb
Durch die über zwanzigteilige Fernsehreihe Stallgeschichten in Unser Land des Bayerischen Rundfunks wurde der kleine Ort deutschlandweit bekannt.
Stand 2018 bewirtschaftet die Schmid GbR 180 Hektar, besitzt eine Biogasanlage mit 270 kW Leistung und hat während der Reihe einen Milchviehstall für 580 Milchkühe, mit Nachzucht fast 1100 Schwarzbunte, gebaut. Zusätzlich werden noch zehn Zuchtbullen gehalten. Die anderen männlichen Tiere werden nach zwei Wochen verkauft. Damit ist der Betrieb der größte Milchviehbetrieb der Oberpfalz und der fünftgrößte in Bayern. Der Betrieb liefert alle zwei Tage 34.000 Liter Milch an die Privatmolkerei Bechtel und bietet 13 Vollzeitarbeitsstellen. Das Melken erfolgt mit einem Melkkarussell mit 50 Plätzen und erfolgt dreimal am Tag. Jährlich werden 600 Kälber geboren.